# Pedneliso
Pedneliso (griego: Πεδνηλισσός) era una ciudad de Pisidia cerca del río Eurimedonte y de la ciudad de Aspendo, en la actual Turquía. Por el contrario el geógrafo bizantino Hierocles la colocaba dentro de la Panfilia.
- Datos: Q948459